# Bjarne Rostvold
Bjarne Rostvold was een Deense slagwerker. Hij bewoog zich grotendeels in de jazz-muziek, maar leende zich ook voor studiowerk in andere genres, zie het album Dragonfly van Strawbs.
Hij speelde niet met de geringste, bijvoorbeeld met Stan Kenton, maar ook in combo’s met Niels-Henning Ørsted Pedersen, Clark Terry, Ben Webster, Stuff Smith (Hot Violins) en Bent Jaedig.

## Discografie
- 1962 Bjarne Rostvold: Triple Action. Hit H-R 713 EP
- 1963 Bjarne Rostvold: Tricotism. RCA LPM-9955
- 1966 Stan Kenton: Stan Kenton With The Danish Radio Big Band. Storyville 101 8340
- 1966 Bjarne Rostvold: Switch. Odeon MOEK 9
- 1969 Strawbs: Dragonfly A & M Records
- 1981 Bjarne Rostvold Quintet: Spotlight
- 1986 Bjarne Rostvold Quintet: Late Night Ceremony
en Frank Rosolino: Frank Talks; Jazzjourney en  Jazzdancer (delen 1 en 2)

- Bibliothèque nationale de France: cb13960207b (data)
- Gemeinsame Normdatei: 134770986
- International Standard Name Identifier: 0000 0000 5518 6624
- Library of Congress Control Number: n89633323
- MusicBrainz: c79f2be8-4b13-4bfc-b4ca-2c023da92017
- Virtual International Authority File: 59275798
- WorldCat: E39PBJgt6XTKhPBk3FRjDFjV4q